# Международная ассоциация по обмену студентами для прохождения производственной практики
Международная ассоциация по обмену студентами для прохождения производственной практики (англ. International Association for the Exchange of Students for Technical Experience, сокращенно — IAESTE) — международная организация, организующая обмен студентами для прохождения производственной практики за рубежом. Штаб-квартира размещена в Люксембурге.
Созданная в 1948 году, IAESTE является независимой, неполитической, неправительственной организацией, которая активно сотрудничает с ЮНЕСКО, и поддерживает тесную связь с ЭКОСОС, ЮНИДО, Международной организацией труда. За 60 лет деятельности ассоциации более 300 тысяч студентов прошло производственную практику за рубежом.

## Внешние ссылки
- Официальный сайт IAESTE